# 확정일자
확정일자(確定日字)는 증서의 작성일로부터 완전한 증거능력(증거력)을 인정받은 날짜를 말한다. 법적 문서에 대해 일정한 절차를 밟은 경우 등 작성 날짜에 대해 완전한 증거능력을 인정하는 제도이기 때문에 해당 제도를 이용하면 작성 날짜에 대한 논란이 생길 때 입증이 쉽다.
확정일자는 공증사무소, 동주민센터, 등기소에 가서 받을 수 있다. 이때 준비물은 600~1000원의 수수료와 신분증이며 확정일자를 받을 사문서에 한하여 받는다. 공문서의 경우, 날짜도장 날인시 확정일자 인정하며 공증사무소는 공문서를 제외한 모든 서류를 취급한다. 동주민센터나 등기소는 전입신고같은 것만 해준다. 공증사무소에서 받을 경우, 서류확인을 한 후 사문서에 확정일자 도장을 날인하여 확정일자부의 확정일자를 부여받은 사문서와 계인 (두 장의 문서에 걸쳐서 찍는 도장) 을 하며 신분증을 확인하여 계인한 확정일자부의 확정일자 청구인의 주소, 이름, 확정일자를 부여받은 문서의 이름을 기재한다. 공증사무소는 전산화가 되어있지 않아 온라인 조회는 불가능하다. 동주민센터나 등기소는 전입신고 등만 취급하여 불편하지만 전산화가 되어있어 인터넷으로 조회할 수 있다. 공증사무소, 동주민센터, 등기소에서 확정일자를 받은 것은 모두 유효하다.